# Stahlinstitut VDEh
Das Stahlinstitut VDEh ist die technisch-wissenschaftliche Gemeinschaftsorganisation der deutschen Stahlindustrie mit Sitz in Düsseldorf. Sie wurde 1860 als „Technischer Verein für Eisenhüttenwesen“ gegründet u. a. durch den Geheimen Kommerzienrat Rudolf Haas, erster Geschäftsführer wurde Friedrich Osann.

## Geschichte
Der im November 1860 gegründete „Technische Verein für Eisenhüttenwesen“ trat im November 1861 als Zweigverein dem Verein Deutscher Ingenieure bei. Diese Verbindung wurde 1880 aufgelöst. Am 1. Juli 1881 erschien die erste Ausgabe der Verbandszeitschrift Stahl und Eisen, die bis heute verlegt wird.
Von 1880 bis 2002 war der Vereinsname „Verein Deutscher Eisenhüttenleute (VDEh)“. 
Der Verein war korporatives Mitglied im Deutschen Kolonialverein.
Im Jahr 2003 ist die Umbenennung zum „Stahlinstitut VDEh“ erfolgt – die Abkürzung VDEh wurde dabei als Namensbestandteil übernommen. Der Verein hat etwa 6.600 Mitglieder, dazu kommen ca. 160 fördernde und kooperative Mitgliedsunternehmen.
Der seit 1905 amtierende Vorsitzende Friedrich Springorum sorgte für eine Modernisierung des VDEh auf organisatorischer und technischer Ebene. Die Tätigkeit der beiden langjährigen Geschäftsführer Emil Schrödter und Otto Petersen war von großer Bedeutung für die Außenwirkung des Vereins. Nachfolger Springorums wurde 1917 Albert Vögler. 1936 übernahm Fritz Springorum den Vorsitz, den er jedoch 1939 krankheitshalber aufgab. Eduard Herzog, seit Juli 1945 Vorstandsvorsitzender der August Thyssen-Hütte, wurde 1946 VDEh-Vorsitzender.
Der Verein fördert die Weiterentwicklung der Stahltechnologie und des Werkstoffs Stahl durch die technische, technisch-wissenschaftliche und wissenschaftliche Zusammenarbeit von Ingenieuren. Er unterhält eigene Bildungsangebote und nimmt Aufgaben im Bereich der Beratung und Begutachtung und der Interessenvertretung durch Beteiligung an internationalen Gremien wahr.
An der Normungsarbeit beteiligt sich der Verein national durch Mitarbeit im DIN e. V., aber auch durch Erarbeitung einer eigenen Reihe technischer Regeln, die mit dem Kürzel „SEB“ gekennzeichnet sind. Es sind über 270 SEB-Normen erschienen. Die Mitarbeit im DIN geschieht über den 1947 gegründeten Normenausschuss Eisen und Stahl (FES), dessen Geschäftsstelle vom Verein organisatorisch getragen und finanziell unterstützt wird. Der FES arbeitet überregional auch bei der International Organization for Standardization (ISO) und beim Europäischen Komitee für Eisen- und Stahlnormung (ECISS) mit.
Das Stahlinstitut gibt eigene Fachpublikationen heraus, betreibt ein umfangreiches Bild- und Filmarchiv und beteiligt sich an der Erforschung der Technikgeschichte. Es unterhält das Betriebsforschungsinstitut (BFI) (gegründet 1968 mit Gründungsdirektor Karl Heinz Mommertz, seit 1971 gemeinnützige GmbH) und war bis zur Abtretung sämtlicher Geschäftsanteile an die Max-Planck-Gesellschaft im März 2020 Mitgesellschafter des Max-Planck-Instituts für Eisenforschung (gegründet 1917 als Kaiser-Wilhelm-Institut für Eisenforschung, seit 1971 GmbH).
Vorsitzender ist seit Januar 2023 Henrik Adam. Er folgte Hans Jürgen Kerkhoff nach, der von April 2008 bis Dezember 2022 amtierte und zugleich Präsident der Wirtschaftsvereinigung Stahl war. Geschäftsführerin ist seit Januar 2022 Stefanie Brockmann.

## Carl-Lueg-Denkmünze
Als höchste Auszeichnung für Verdienste um die deutsche Stahlindustrie verleiht das Stahlinstitut die nach dem langjährigen Vorstandsvorsitzenden der Gutehoffnungshütte benannte Carl-Lueg-Denkmünze.
Ausgezeichnet wurden bisher unter anderem:
- 1904: Carl Lueg
- 1907: August Haarmann
- 1908: Max Meier
- 1909: Ludwig Beck Senior
- 1910: Emil Holz
- 1913: Ernst Körting
- 1915: Heinrich Ehrhardt[9]
- 1922: Fritz Wüst
- 1925: Hermann Röchling
- 1935: Carl Bosch
- 1954: Eduard Houdremont
- 1960: Robert Durrer und Otto Lellep[9][10]
- 1964: Eduard Maurer
- 1965: Arthur Tix
- 1975: Ulrich Petersen
- 1988: Karl Brotzmann[11]
- 2005: Heinrich Weiss
- 2010: Winfried Dahl
- 2012: Giovanni Arvedi
- 2013: Martin Stratmann

## Persönlichkeiten
- Wilhelm Beumer
- Gustav Jung
- Oskar Pawelski
- Emil Schrödter